# Hang Bong
La Calle Hang Bong (en vietnamita: phố Hàng Bông, antes llamada en francés: Rue du Coton) es una calle en el barrio antiguo de Hanói en el país asiático de Vietnam. Continúa desde el cruce Hang Bong-Hang Gai-Hang Trong-Hang Hom a la antigua puerta de la ciudad Cua Nam (Puerta Sur) con una longitud de aproximadamente 932 m. Hang Bong fue una vez una calle que producía el algodón para hacer ropa o mantas de invierno. Hoy Hang Bong es una de las calles más transitadas de Hanói para ir de compras ya que posee galerías de arte, tiendas de seda, y tiendas de ropa.